# Coventry Building Society Arena
El Coventry Building Society Arena (anteriormente Ricoh Arena), es un estadio de fútbol situado en el distrito Rowleys Green de la ciudad de Coventry, Inglaterra y contiene una capacidad para 32 609 espectadores. El club de fútbol Coventry City Football Club juega como local allí desde su inauguración en 2005. (Exceptuando un periodo entre 2019 y 2020 en dónde por problemas legales entre los dueños del club (SISU) y los London Wasps en el cual se tuvieron que mudar temporalmente al St Andrew's Stadium del Birmingham City). Los Wasps de la Premiership Rugby juegan allí desde 2014.
Allí se jugaron numerosos partidos de fútbol en los Juegos Olímpicos de Londres 2012. Debido a que el Comité Olímpico Internacional omite los patrocinantes titulares en el nombre del estadio, la denominación fue Estadio Ciudad de Coventry. En 2013, se enfrentaron allí las selecciones de tenis de Gran Bretaña y Rusia por la Copa Davis.
Además de competencias deportivas, en la arena se han realizado conciertos musicales de Bon Jovi, Red Hot Chili Peppers, Oasis, Pink, Rihanna y Coldplay entre otros.
El complejo posee además además de una sala de exposiciones, un centro comercial contiene un hipermercado de la cadena Tesco, un hotel de 121 habitaciones, un club de ocio, y un casino concentrados en 6000 m².

## Récords de públicos
- Rugby: 32 019, Wasps - Leicester Tigers, Premiership, mayo de 2015.
- Fútbol (clubes): 31 407, Coventry City - Chelsea, FA Cup, marzo de 2009.
- Fútbol (selecciones masculinas): 30 919, Inglaterra - Alemania, Campeonato de la UEFA Sub-21 de 2006.
- Fútbol (selecciones femeninas): 28 828, Inglaterra - Canadá, Juegos Olímpicos de 2012.